# ألفامارت
ألفامارت (بالإنجليزية: Alfamart) هي سلسلة امتياز في المقام الأول من المتاجر الصغيرة من إندونيسيا، مع أكثر من 10.000 متجر في جميع أنحاء جنوب شرق آسيا. بدأ نشاطهم التجاري في ديسمبر 1989 كشركة للتجارة والتوزيع في جاكرتا من قبل رئيسها دجوكو سوسانتو. بعد عشر سنوات غامر سوزانتو في متجر صغير مثل ألفا ميني مارت بفرعه الأول في كاراواسي تينغارانغ وبنتن.

## التاريخ
أسس دجوكو سوسانتو وعائلته شركة تجارية وتوزيع تبيع منتجات مختلفة في جاكرتا في عام 1989. تمتلك شركة التوزيع حصتها المؤسسية بنسبة 70٪، وكانت سامبورنا تبك تمتلك 30٪ المتبقية لصالح سوزانتو بي تي سيغمانتارا ألفيندو.
في عام 1989 دخل سوسانتو في متجر صغير وسماها بـ ألفا ميني مارت. فتحوا أول فرع لهم في جالان بانيان كينجدوم في كاراواسي، وتانجيرانج وبنتن. في فترة ست سنوات نمت إلى 1.293 فرعًا على طول رقعة جاوة. تم تغيير اسمها لاحقًا إلى ألفامارت.
بحلول عام 2009 انضم ألفامارت إلى بورصة إندونيسيا مع حوالي 3.000 فرع على مستوى البلاد. وسرعان ما أعيدت تسمية أعمالهم باسم
بي تي سومبر ألفاريا تريجايا تبك. سرعان ما أحضرت ألفامارت متاجر لاوسون في إندونيسيا مع التوسع في فروعه كونه سلسلة متاجر إلى متاجر سوبر ماركت مثل ألفاميدي ميني سوبرماركت.
في عام 2014 ، كان للشركة 7.000 فرع في إندونيسيا بمتوسط 2.5 مليون عميل يوميًا. مع النجاح الذي نماوه في إندونيسيا، غامرت ألفامارت في توسعها في الخارج وبدأت في الدولة المجاورة لها كالفلبين. كان دخولهم إلى الفلبين شراكة مع شركة إس إم للاستثمار مع فرعهم الأول في تريس مارتيريس. بحلول عام 2020 بدأت ألفامارت الفلبين في التوسع على طول مناطق سيبو دافاو وغيرها من المناطق المحيطة بها.